# アニェス・ド・ドンジー
アニェス・ド・ドンジー（フランス語：Agnès de Donzy, 1205年ごろ - 1225年）またはアニェス2世・ド・ヌヴェール（Agnès II de Nevers）は、サン＝ポル伯ギー2世の妃。1222年に父エルヴェ4世・ド・ドンジーが死去した後、母マティルド・ド・クルトネーは、1222年から1225年までアニェスをヌヴェール、オセール、トネールの3伯領の管理に関与させた。

## 生涯

### 生い立ち
アニェスはエルヴェ4世・ド・ドンジーとヌヴェール女伯マティルド・ド・クルトネーの娘である。母マティルドはピエール2世・ド・クルトネーとその最初の妃ヌヴェール女伯アニェス1世の間に生まれた一人娘で、母アニェスの相続人であった。アニェスの両親の結婚はピエール2世とエルヴェ4世の間の和平条約の結果として行われた。両者が対立していた際に、エルヴェ4世はピエール2世・ド・クルトネーを捕虜とし、ピエール2世は解放されるため娘マティルドをエルヴェ4世と結婚させ、ヌヴェール伯領をエルヴェ4世に譲らなければならなかった。

### 結婚
アニェスは弟ギヨーム（1207年頃 - 1214年）の死後、ヌヴェール、オセールおよびトネール伯領の相続人となった。1217年9月8日に、後のフランス王ルイ8世の長男フィリップと結婚した。フィリップの祖父であるフランス王フィリップ2世は、この結婚によりヌヴェール、オセールおよびトネールを王領に取り込むことを期待した。アニェスは12歳、フィリップは8歳であったが、翌1218年11月にフィリップは死去した。
アニェスは1221年にサン＝ポル伯ギー2世と再婚した。2人の間に以下の子女が生まれた。
- ゴーシェ（1221年頃 - 1250年） - ジャンヌ・ド・クレルモンと結婚
- ヨランド（1221年 - 1254年） - アルシャンボー9世・ド・ブルボンと結婚

アニェスは1225年に死去し、翌年には夫ギー2世もアヴィニョン包囲戦においてルイ8世のもとで戦っていた際に戦死した。子供たちは母方の祖母であるマティルド・ド・クルトネーに預けられた。